# 鋸木廠
鋸木廠是將樹木切割為木材的設施。

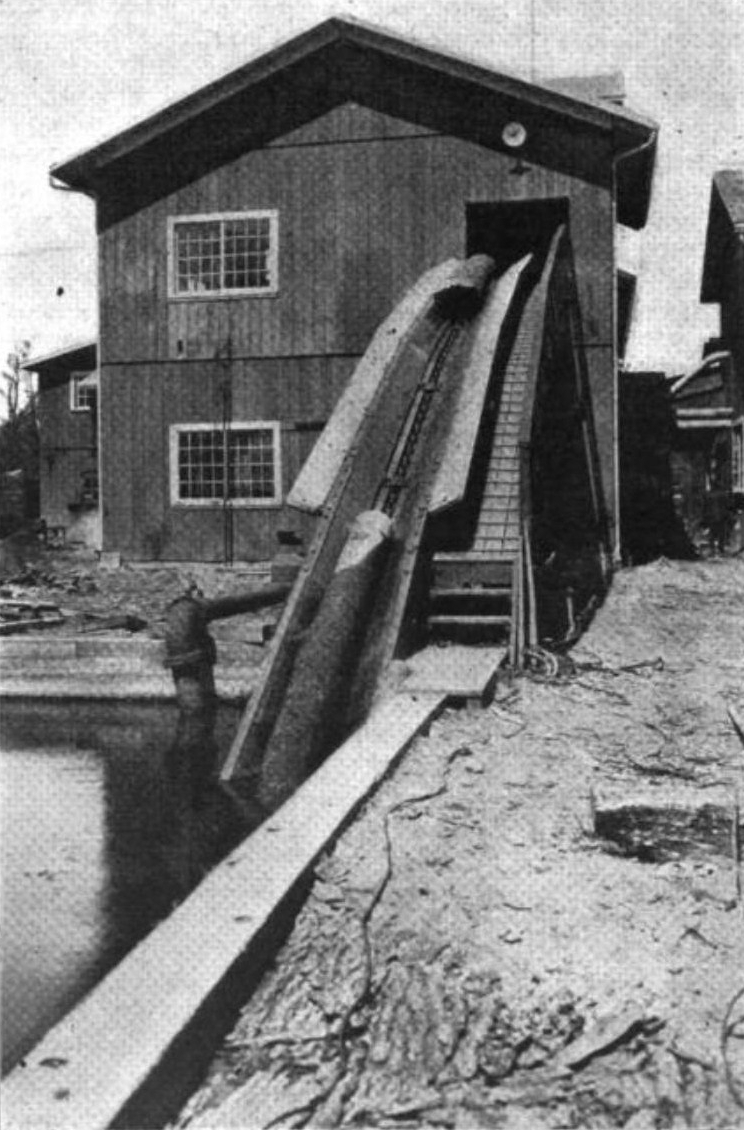
一座美國鋸木廠。

鋸木廠在人類文明中具有悠久的歷史。目前可追溯的最早的一座鋸木廠，建於公元3世紀下半葉的小亞細亞希拉波利斯。該希拉波利斯鋸木廠亦是最早（可考）使用以活塞連桿及曲柄組成連桿機構的人造機械的设施。考古學家也在傑拉什及以弗所找到以水力推動，沒有齒輪列的石建鋸木廠。
歐洲在中世紀開始大量應用鋸木廠。至於中東、中亞、北非及西班牙的伊斯蘭地區，也在11世紀開始使用水力鋸木廠。這些鋸木廠大多使用簡陋坑鋸切割。
由於搬運木材需要大量人力，早期的鋸木廠多設於河流旁邊。鋸木工人會在森林上游斬樹，然後讓木材順流而下送到鋸木廠。加工後的木材又可再沿著河流，以船隻運往市鎮。自古代至19世紀前夕，鋸木所用的刀鋸經歷了多次改良，但鋸木廠整體的運作方式變化不大。工業革命後，鋸木廠開始沿鐵路而設，而切割木材也可使用蒸汽機代勞，大幅提升生產效率及成本。20世紀電力逐步普及後，鋸木的速度則更上一層樓。

## 外部連結
- Steam powered saw mills
- The basics of sawmill (German) （页面存档备份，存于）
- Nineteenth century sawmill demonstration （页面存档备份，存于）
- Database of worldwide sawmills （页面存档备份，存于）
- Reynolds Bros Mill, northern foothills of Adirondack Mountains, New York State
- L. Cass Bowen Mill, Skerry, New York